# Tracció animal
|  | «Atzembla» redirigeix aquí. Vegeu-ne altres significats a «Atzembla (grup de música)». |

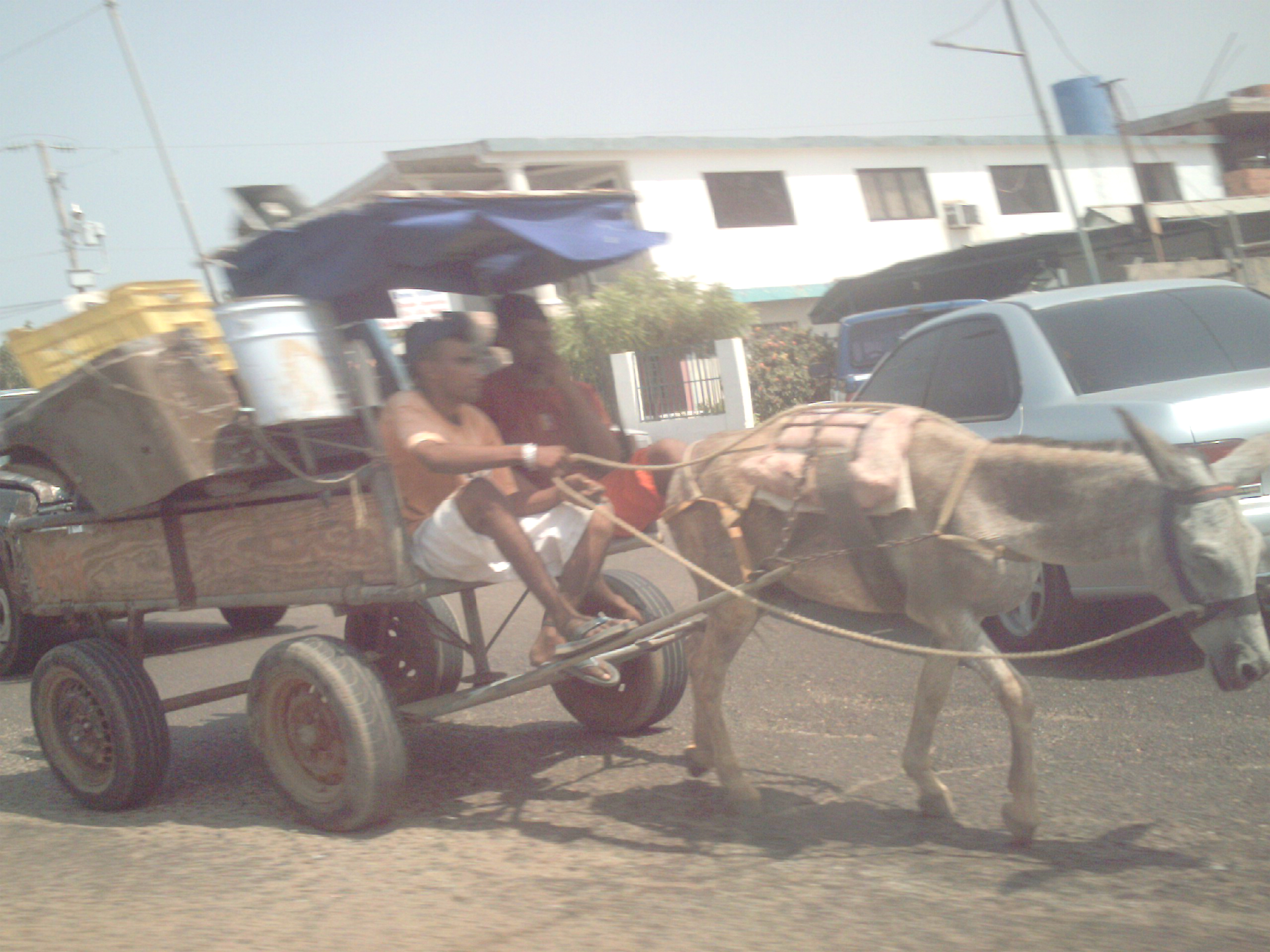
Carro amb un ruc, a Maracaibo

La tracció animal s'aconsegueix mitjançant el tir de diferents tipus de carruatges destinats al transport de persones o mercaderies per part d'animals domèstics per a activitats agràries, forestals, de lleure i de manteniment. En el camp agrícola, aquests espais són en primer lloc l'horticultura, especialment l'ecològica, i la viticultura en costers o en situacions difícilment mecanitzables.
Els animals susceptibles de ser emprats en tracció animal són sobretot els èquids (cavalls, ases, mules) però també ho poden ser els bovins. Els animals de tir s'utilitzen des de fa mil·lennis, després de la revolució neolítica, que va permetre la ramaderia, però s'utilitza especialment a partir de l'Edat dels Metalls, quan es va possibilitar la tecnologia de la roda, encara que depenent dels mitjans, les cultures i altres circumstàncies, s'empren altres tècniques de tir com el trineu.
Altres formes similars d'utilització productiva d'animals són els animals de càrrega (càrrega disposada directament sobre dels animals o amb elements fixos a ell, com les alforges) i els animals de munta (per exemple, equitació).

## Tipus
Els principals animals de tir són els èquids (cavalls, rucs i ases) i els bòvids (bous). Els gossos tenen una utilització molt més versàtil, fins i tot limitant-se al context del seu ús productiu en entorns rurals (caça, pasturatge, etc.), a més de ser també animals de tir i de companyia. Els camèlids solen ser utilitzats com a animals de càrrega, tant els del vell món (camells i dromedaris) com els del nou món (llames, vicunyes, alpaques), mentre que els rens solen utilitzar-se com a tir de trineus. Els elefants s'utilitzen també per a tasques pesades (com desbrossar o arrossegar troncs).
- Cavalls amb sella de muntar o en forma de carruatges d'un, dos, quatre i més cavalls convenientment aparellats. També s'utilitzen en les tasques d'agricultura.[1]

- Muls muntats a pèl o tirant d'un petit carro, sovint també porten una càrrega sobre els seus lloms en un aparell anomenat bast o albarda. O en una sàrria.
- Ases: com a muntura i, en menor mesura, per tirar dels carros i l'arada. El seu ús principal és el de bèstia de càrrega, especialment en zones àrides o muntanyenques, on el cavall no es cria i serveix de complement perfecte al camell.
- Hemions: utilitzats en temps antics per tirar de carros en els actuals Iran i Iraq.
- Camells: molt utilitzats en zones desèrtiques per la seva gran capacitat d'aguant sense beure, i el seu gran sentit d'orientació en un lloc sense aparents punts de situació, arriben gran velocitat.
- Gossos: utilitzats gairebé exclusivament en zones gèlides, en trineus. La seva gran resistència al fred, unit a la velocitat que són capaços de desenvolupar els fa inestimables. No tots els gossos són utilitzats per a aquests fins, sinó que són més propícies unes races específiques que altres. S'utilitzen tant per a tir, com per les seves capacitats de rastreig per a salvament, caça o en casos policials.
- Bous: gairebé exclusivament utilitzats en l'agricultura, per al tir d'arades o carretes amb càrrega, també per a les tasques de fressat o fins i tot girant al voltant d'un molí per treure aigua, o una altra acció. La seva enorme força els fa molt capacitats per caminar sobre el fang, cosa que els fa útils en els cultius d'arròs. També es poden usar com a muntures.[2]
- Vaques: tenen les mateixes consideracions que els bous, allà on coexisteixen o no existeixen aquests.
- Iacs: aquests bòvids compleixen les mateixes funcions que les llames americanes, però al Tibet i les muntanyes fredes i altes d'Àsia com l'Himàlaia, els iacs domesticats s'usen per transportar càrregues. També s'usen les seves pells i especialment les seves llanes i truges per confeccionar abrics, i fins i tot tendes de campanya i cordes, així com dels seus femelles s'obtenen aliments lactis.
- Búfals asiàtics domèstics: són l'equivalent asiàtic als bous de càrrega i de treball, podent-se usar fins i tot com a muntura, a més de proveir de carn, cuir i llet amb què es fabrica el formatge mozzarella. Aquesta espècie de búfal és de caràcter molt més tranquil·la que el búfal africà, fet que ha permès la seva domesticació en molt diverses àrees i països.
- Llames: aquesta espècie és utilitzada com a animals de càrrega des de fa segles. Durant l'Imperi Inca van ser els carregadors per excel·lència, però no marxen si el pes que se'ls posa supera els aproximadament 50 kg, per la qual cosa per transportar grans càrregues dels pobles indígenes havien de recórrer a les llames.
- Ants: aquesta és l'única espècie de cèrvid, juntament amb el ren, que ha estat domesticada amb voluntat alimentària i com a muntura i animal de tir. La seva domesticació es va localitzar en les zones habitades de la taigà russa, ja que com a muntura era més apropiada i ràpida en aquests terrenys que un cavall, però la seva domesticació va caure en desús durant l'estalinisme que va prohibir la seva pràctica, ja que aquests animals eren habitualment usats pels presos enviats al nord de Rússia per escapar i la seva persecució i captura era més difícil.[3] Ara només se segueix usant amb aquestes finalitats de forma aïllada.
- Ren: juntament amb l'ant, l'altra espècie de cèrvid domesticat que existeix. La varietat domèstica és l'europea, a diferència del ren americà, que sempre ha estat salvatge. Difereix dels seus escassos parents salvatges a la zona europea per la seva menor grandària i varietat de capes. Com que els rens no són animals especialment grans, només els grans mascles estan capacitats per portar un genet sobre els seus lloms o per usar-los com a animals de càrrega, de manera que se solen usar de forma general com a animals de tir de trineu, a més de ser aprofitatsr per la seva carn, ossos, cuir, pell i llet, amb què es fabrica un formatge molt sòlid. Malgrat la seva distribució domèstica, només en l'extrem septentrional d'Europa, resulten molt coneguts per la icona cultural del Pare Noel i el seu trineu tirat per rens.

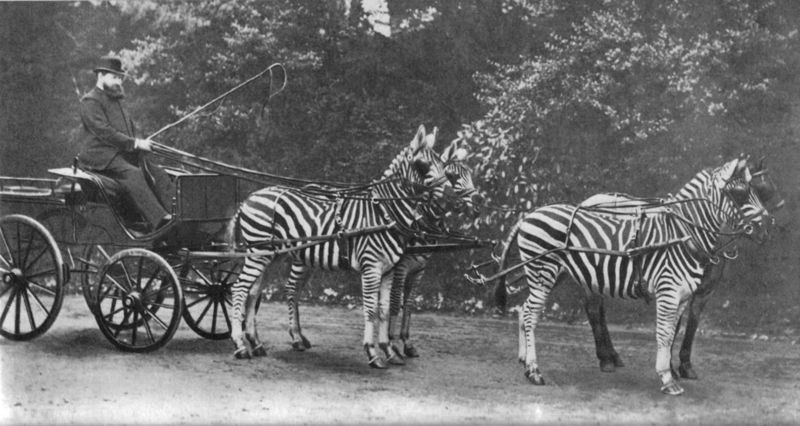
Lord Rothschild amb el seu famós carruatge de zebres comunes, que solia conduir per Londres

### Altres animals destinats a transportar
- Estruços: aquest animal s'ha fet servir esporàdicament a Sud-àfrica com a mitjà de transport muntant a pèl, utilitzant un capçal molt bàsic, o tirant d'una calessa de dues rodes especialment dissenyada per a ell. Aconsegueix altes velocitats.
- Zebres: Hi exemples i documents gràfics de zebres muntades i tirant de carruatges.